# Sarron

Sarron este o comună în departamentul Landes din sud-vestul Franței. În 2009 avea o populație de 113 de locuitori.

## Evoluția populației
| An        | 1975 | 1982 | 1990 | 1999 | 2006 | 2009 |
| --------- | ---- | ---- | ---- | ---- | ---- | ---- |
| Populație | 82   | 97   | 92   | 87   | 99   | 113  |